# حملة التوعية بالتوحد (المملكة المتحدة)

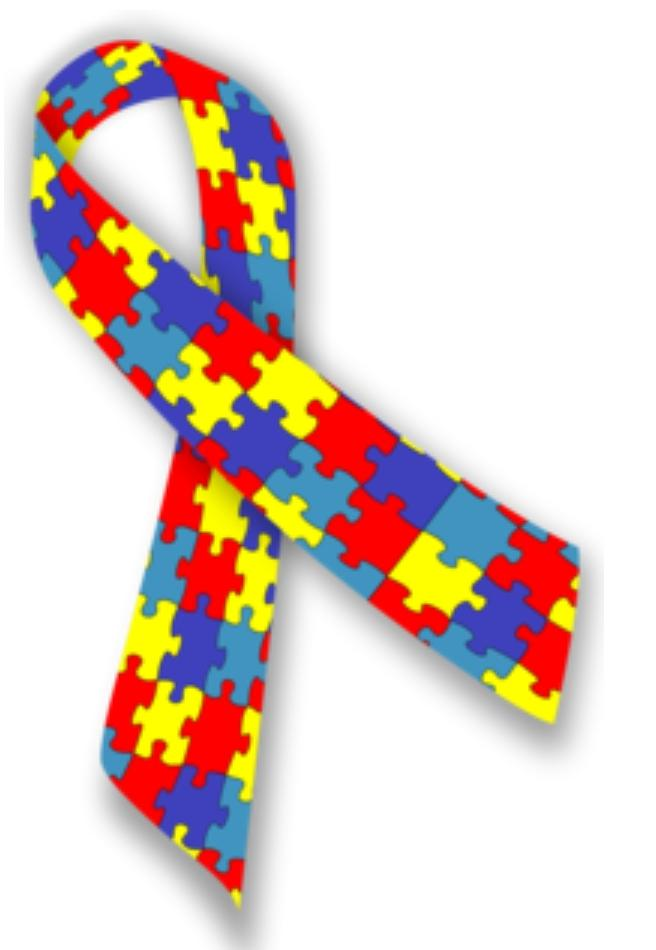

أطلقت حملة التوعية بالتوحد-المملكة المتحدة عام 2000 من قبل ايفان كورا وزوجته تشراكه كورا وهما والدان لطفل البريطاني شارن ايفان ردا
```
على تشخيصه 
بالتوحد
.
```

## الأهداف
تبعا للموقع الالكتلروني الخاص بالحملة فإن حملة التوعية بالتوحد المملكة المتحدة أطلقت عام 2000لتمثل الاهالي والاطفال والكبارومقدمي الرعاية لمصابي بالتوحد وبمتلازمة اسبرجر، وذلك لتطالب بتحسين الخدمات الحكومية في الصحة والتعليم وعلاج النطق المتخصص والرعاية المؤقتة ولتقوم بإجراء الابحاث المستقلة حول مسببات التوحد ومن اجل زيادة الوعي العام حول مرضي التوحد ومتلازمة اسبرجر بلاضافة إلى دعم بعض المجالات التي ترى انها تواجه عجز في توافر الخدمات العامه.
ولقد كافحت الحملة من اجل نشر (توعية)أفضل لهذه الحالة ومن اجل دعم بحث المستقبل حول مسببات التوحد.

## الأحداث
2002عام التوعية للتوحد في المملكة المتحدة
بدأت حملة التوعية بالتوحد عام 2002حيث تسببت حملة التوعية بالتوحد ببدأ المناقشات في برلمان المملكة المتحدة والبرلمان الاسكتلندي حول كون هذة السنة هي سنة خاصة بتوعية التوحد والتي تم دعمها من قبل800منظمة بريطانية تضمنت المعهد البريطاني للاطفال ذوي الاصابات الدماغية، وصندوق الإعاقة ومنظمة التوحد لندن وجمعية التوحد الوطنية. التي اتمت على عقد مؤتمر شامل حول التوحد مع منظمة صندوق الملك في لندن وتم اطلاق أول خدمة للتوحد وسجلت في عام2002من قبل الثنائي الذي بدأ أحد التوحد –والذي تم عقده في كاتدرائية القديس بولس
ان أحد التوحدالان هو أكبر الاحداث حول العالم الذي يتم الاحتفال به في العديد من الدول.
2007مناقشة مجلس العموم (اللوردات) واللقاء مع رئيس الوزراء في هذا العام ساعدت حملة التوعية للتوحد بزياد (توعية) حول حالة التوحد حيث قام سكوتلي وهو ممثل المنطقة الفورد الشمالية في مجلس اللوردات بطرح أطفال التوحد كموضوع للنقاش في المجلس.
قابل ايفان كورا رئيس الوزاراء البريطاني توني بليبر وممثل مجلس اللوردات سكوتلي في اربيل في عام 2007حيث قدم إلى رئيس الوزراء تقريرا يطالب باستراتيجية وطنية حول التوحد وخط لعشر سنوات القادمة والتي ضمت ما يمكن للملكة المتحدة القيام به لمرض التوحد.
وإن المطالبة في مراجعة الخدمات المقدمة لمرض التوحد بشكل عاجل تم دعمها من قبل العديد من المنظمات البريطانية الريادية والعديد من الجمعيات الخيرية وجمعيات المجتمع والتي تضم المجتمعات الدينية.
قام البرلمانيون بالتوقيع على اعلان طلب التماس حول التوحد (طلب التماس رقم1359)دعما لمطلب وجود إستراتيجية وطنية للتوحد ولتغير السياسات الخاصة بمرض التوحد وفي متلازمة اسبرجر.
قام ايفان كورا بمقابلة رئيس الوزراء المنتظر جوردن براون في شهر يونيو في عام 2007لبحثه عللى اطلاق إستراتيجية وطنية وقام بوضع خطة على مدى عشر سنوات لدعم التوحد وتحديدا لبناء مدارس خاصة لطلاب التوحد.
- اليوم العالمي للتوحد*

شاركت حملة التوعية بالتوحد -المملكة المتحدة-في أول يوم عالمي للتوعية التوحد التي أطلقته الامم المتحدة، والذي تم الإعلان عنه من قبل الجمعية العامه للامم المتحدة يوم الأربعاء الموافق 2-أبريل من عام 2008.وذلك بعد توصية دولة قطر.
طالب حملة (بيانكي مون) وهو الامين العام للامم المتحدة باطلاق استراجية التوحد العالمية.
تمت تلفزة مقابلة على قناة (CNN)مع المقدم ماكس فوستر بمناسبة اليوم العالمي للتوعية بالتوحد 2-أبريل 2008.
قامت شركة اسوسيتد بست وهي وكالة الانباء الأمريكية بالقيام بتغطية دولية حول حملة التوعية بالتوحد الممكلة المتحدة وقام الدعاة بالحصول على تغطية وطنية داخل المملكة المتحدة.
قام الدعاة باصدار فيلم احتفالا باليوم العالمي للتوحد الذي اصدرته الامم المتحدة مع نظريها في مجلس اللوردات بيرسونا اودن تم كتابته من قبل نيمال منذر وهو كاتب اغاني وموسيقار سيرلانكي المولد حاصل على العديد من الجوائز تم بثه على قناة (CNN)في يوم التوعية للتوحد العالمي.
- مناقصة اولومبيات بارلميات لندن2012*

عين اللورد كوري ايفان كورا كسفير لمناقصة الومبيات لندن2012, وان حملة التوعية بلتوحد المملكة المتحدة كانت مشاركة بشكل كامل في مناقصة الومبيات وبرلمبيات لندن 2012. 